# كالب غرين (كرة سلة)
كالب غرين (بالإنجليزية: Caleb Green) مواليد 7 أكتوبر 1985 في تلسا، هو لاعب كرة سلة أمريكي. بدأ مسيرته الاحترافية في سنة 2007. يلعب مع نادي طرابزون سبور في الدوري التركي لكرة السلة. يحمل الرقم 6. يبلغ طوله 6 قدم 8 بوصة (2.0 م).

## المسيرة الاحترافية
لعب مع تي بي بي ترير في الدوري الألماني في موسم 2007–2008، ثم لعب مع أوستند من سنة 2009 إلى 2011، ثم لعب مع سبيرو شارلوروا في موسم 2011–2012، ثم لعب مع أورليان لواريت في الدوري الفرنسي في موسم 2012–2013، ثم لعب مع دينامو باسكت ساساري في الدوري الإيطالي في موسم 2013–2014، ثم لعب مع بالونكيستو مالقا في الدوري الإسباني في موسم 2014–2015، ثم لعب مع غلطة سراي لكرة السلة في الدوري التركي في موسم 2015–2016، ثم لعب مع طرابزون سبور لكرة السلة في سنة 2016.

## روابط خارجية
- كالب غرين على موقع الدوري الأوروبي لكرة السلة (الإنجليزية)
- كالب غرين على موقع الدوري الإسباني لكرة السلة (الإسبانية)
- كالب غرين على موقع كرة السلة الأوروبية.كوم (الإنجليزية)
- كالب غرين على موقع DraftExpress.com (الإنجليزية)
- كالب غرين على موقع كلية كرة السلة في سبورتس رفرنس.كوم (الإنجليزية)
- كالب غرين على موقع ريلجم (الإنجليزية)
- كالب غرين على موقع بروبوليرز (الإنجليزية)
- كالب غرين على موقع سبورتس رفرنس (الإنجليزية)